# 角田信朗
角田 信朗（、1961年4月11日 - ）は、日本の空手家（六段）、ボディビルダー。正道会館最高師範、K-1競技統括プロデューサー。タレント・俳優・歌手としても活動している。血液型はAB型。大阪府堺市出身、大阪市在住。

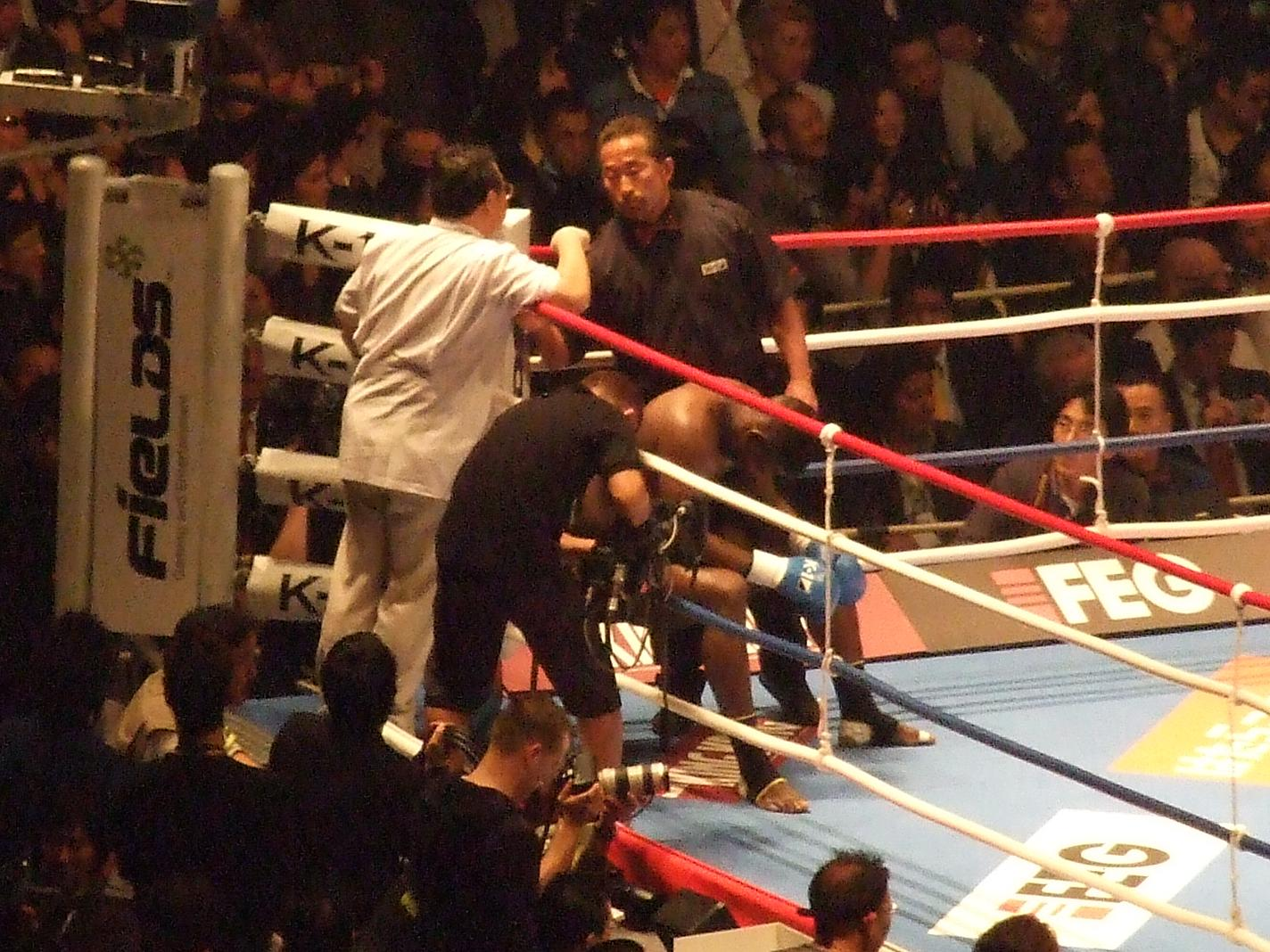
角田信朗

奈良県立生駒高等学校、関西外国語大学外国語学部英米語学科卒業。既婚。前妻との娘に熊本県高森町を拠点に活動するご当地アイドル・酒粕ガールズ（SKG）のメンバーである角田友里亜がいる。

## 来歴
中学時代に少林寺拳法を学び、二段を取得。その後、高校2年の時に極真空手の芦原道場奈良支部入門。関西外国語大学進学後、兄弟子・石井和義の独立（正道会館）を支える。大学では実戦空手同好会の主将を務める。大学卒業後、不動産会社の社員やラーメン屋の店員として働きながら、正道会館神戸支部長として空手を続ける。その後、神戸支部長の座を後輩に譲り、本部道場の職員となり師範代となった。
1991年12月7日には、総合格闘技団体リングスに参戦。ヘルマン・レンティングと対戦し、引き分け。その後も1993年7月13日の大会まで継続的に参戦した。
空手家としては、1993年に空手ワールドカップにおいて「負けたら引退」ということをかけてマイケル・トンプソンに挑むが、後ろ回し蹴りにて一本負けを喫した。この時に、現役を引退すると会場で告げた。
1995年7月16日に「K-1 LEGEND 翔」のジョー・サン戦にて現役復帰し、KO勝ち。1998年3月22日、愛知県体育館における新日本プロレスの興行で、引退試合を2週間後に控えたアントニオ猪木と公開スパーリングを行なった。
2001年、株式会社スーパーエージェントとマネジメント契約。
2001年4月から2002年3月まで、NHKの『天才てれびくんワイド』の司会者を山川恵里佳と共に1年間担当。なお角田は同番組において、初めてお笑いタレント以外から起用された男性司会者となった。
K-1選手としては、2003年5月3日に行なわれた「K-1 WORLD GP 2003 in LAS VEGAS」の武蔵戦をもって、2度目の現役引退。
2004年7月7日、「K-1 WORLD MAX 2004 世界一決定トーナメント」で決勝戦で魔裟斗 vs. ブアカーオ・ポー.プラムックにて、3Rに魔裟斗がフラフラの状態で戦っているほど不利な試合展開だったにもかかわらず、ジャッジである中川敬介と大成敦の2人が3R終了時点でドローの採点をしたことでK-1に批判が殺到したため、角田は「試合後の競技役員による検証を待つまでも無く、この判定がミスジャッジングである事は明らかで、本戦終了時点でブアカーオ選手が試合を支配し、勝者となるべきであって、延長戦は行う必要のないものであったと認識しております。」と語り、大会終了後の7月9日に2名のジャッジと共に競技統括プロデューサーとして責任を負う形で処分を受けた（魔裟斗は延長ラウンドで0-3の判定負け）。
2005年3月19日に行なわれた「K-1 WORLD GP 2005 in SEOUL」で2回目の現役復帰。曙と対戦し、2度のダウンを奪われ判定負け。
2005年5月27日、K-1 WORLD GP 2005 in PARISにてマーベリックと対戦し、右フックで1RKO勝ち。
2009年10月26日、K-1 WORLD MAX 2009 World Championship Tournament FINALのアルバート・クラウス vs. 武田幸三のレフェリーを務めた際にストップの遅さが物議を醸し、11月13日、「レフェリーの判断と一般の視聴者の方、観客の方が考えるダメージに大きく隔たりがあり、混乱をきたした」として角田自らが業務自粛を申し出て、11月11日付けで3か月の業務停止処分を受けた。
2017年1月、松本人志との長年の「誤解」を解こうとアップしたブログが原因で逆に批判を受け、公での活動を控えていたが、9月に出演する舞台『北斗の拳－世紀末ザコ伝説－』で出直しを誓った。

## ボディービルダー
2015年9月26日グアムで行われた「日本グアム親善 ボディビル選手権」に出場、男子ボディビルミドル級では優勝、マスタークラスでは3位の成績を収めた。
2016年7月10日「2016年ボディビルフィットネス選手権大会」に出場し、トータルで3冠を達成した。
2016年9月18日「第28回 日本マスターズ選手権大会」の男子マスターズ50歳以上級75キロ超級に出場し、準優勝を果たした。
2022年8月28日に函館市民会館で行われた『第34回日本マスターズボディビル選手権』60歳以上級と60歳～80歳以上のオーバーオールで優勝。
2022年11月3日にスペイン・サンタスサンナで開催された『IFBB世界選手権』でボディビルマスターズ60歳以上級5位入賞を果たした。

## 舞台俳優
2007年8月22日に、パチンコ「CR花の慶次-雲の彼方に-」の主題歌「傾奇者恋歌」をソロで歌い、発売した。このパチンコがヒットし、「CR花の慶次〜斬」「CR花の慶次〜愛」も開発され、それぞれで角田がオリジナル新曲を歌っている。
2010年9月、大阪松竹座の舞台「花の武将 前田慶次」に山上道及役で出演した。

## 戦績

### K-1
| 勝敗 | 対戦相手                       | 試合結果                    | 大会名                                                                      | 開催年月日     |
| ×    | ジョージ“ザ・アイアンライオン” | 3R終了 判定0-3              | K-1 WORLD GP 2005 in OSAKA 開幕戦                                           | 2005年9月23日  |
| ○    | マーベリック                   | 1R 0:56 KO（右フック）      | K-1 WORLD GP 2005 in PARIS                                                  | 2005年5月27日  |
| ×    | 曙                             | 3R終了 判定0-3              | K-1 WORLD GP 2005 in SEOUL                                                  | 2005年3月19日  |
| ×    | 武蔵                           | 3R終了 判定0-3              | K-1 WORLD GP 2003 in LAS VEGAS                                              | 2003年5月3日   |
| ○    | マウリシオ・ダ・シウバ         | 3R終了 判定3-0              | K-1 ANDY MEMORIAL 2001 〜JAPAN GP 決勝戦〜 【アンディ・メモリアル・マッチ】 | 2001年8月19日  |
| △    | 柳澤龍志                       | 3R終了 判定0-0              | K-1 RISING 2001 〜四国初上陸〜                                              | 2001年1月30日  |
| ○    | 黒澤浩樹                       | 1R 1:53 KO（右フック）      | K-1 BURNING 2000                                                            | 2000年3月19日  |
| ○    | ダンカン・ジェームス           | 5R終了 判定3-0              | K-1 SURVIVAL '99 大将戦                                                     | 1999年6月6日   |
| ○    | バート・ベイル                 | 1R 2:09 TKO（右肩脱臼）     | K-1 JAPAN '98 〜神風〜                                                      | 1998年10月28日 |
| ○    | 村上竜司                       | 5R終了 判定2-0              | K-1 DREAM '97                                                               | 1997年7月20日  |
| ×    | チャンプア・ゲッソンリット     | 5R終了 判定0-3              | K-1 BRAVES '97                                                              | 1997年4月29日  |
| ○    | 上田勝次                       | 1R 1:50 KO（右フック）      | K-1 HERCULES '96                                                            | 1996年12月8日  |
| ○    | ジーン・フレジャー             | 5R終了 判定3-0              | K-1 REVENGE '96                                                             | 1996年9月1日   |
| ○    | ブルース"ドラゴン"ショー       | 1R 1:28 KO（左フック）      | K-1 HERCULES                                                                | 1995年12月9日  |
| ×    | スタン・ザ・マン               | 2R 3:05 TKO（右ローキック） | K-1 REVENGE II                                                              | 1995年9月3日   |
| ○    | ジョー・サン                   | 1R 1:40 KO（左フック）      | K-1 LEGEND 翔                                                               | 1995年7月16日  |

### 空手
| 勝敗 | 対戦相手               | 試合結果                     | 大会名                                                                    | 開催年月日    |
| ×    | 黒澤浩樹               | 3分2R終了 判定5-0            | PRIDE.6 【フルコンタクト空手ルール】                                      | 1999年7月4日  |
| ○    | 菊地信弘               | 1R 2:15 左上段回し蹴り       | KARATE WORLD CUP '95 【スピリットカラテルール】                           | 1995年10月8日 |
| ×    | マイケル・トンプソン   | 本戦 1:40 右上段後ろ回し蹴り | KARATE WORLD CUP '93 風林火山 "火の章" 【1回戦】                          | 1993年10月3日 |
| ×    | マイケル・トンプソン   | 1R 0:47 左上段回し蹴り       | 聖戦 〜SANCTUARY III〜 風林火山 "風の章" 【スピリットカラテルール】       | 1993年6月25日 |
| ×    | アンディ・フグ         | 2R 1:26 右膝蹴り             | K-1 GRAND PRIX '93 【スピリットカラテルール】                             | 1993年4月30日 |
| △    | ウィリー・ウィリアムス | 2分3R終了 引き分け           | 硬派er-'92格闘技オリンピックI 【フルコンタクト空手ルール】                | 1992年3月26日 |
| ○    | ギャリー・クルゼビッツ | 特別延長判定3-0              | USA大山空手vs正道空手5対5マッチ〜LAST CHANCE 【フルコンタクト空手ルール】 | 1991年6月4日  |

### リングス
| 勝敗 | 対戦相手                 | 試合結果                          | 大会名                                                        | 開催年月日     |
| ×    | 成瀬昌由                 | 5R 1:20 膝十字固め                | リングス BATTLE DIMENSION '93                                 | 1993年7月13日  |
| ×    | ウィリー・ピータース     | 10:18 裸絞め                      | リングス BATTLE DIMENSION '93                                 | 1993年5月29日  |
| △    | 西良典                   | 15分終了 ドロー                   | 聖戦 〜SANCTUARY I〜 【総合格闘技実験ルール】                 | 1993年3月30日  |
| ○    | 成瀬昌由                 | 13:28 TKO                         | リングス BATTLE DIMENSION '93                                 | 1993年3月5日   |
| ○    | 山本宜久                 | 延長R 0:14 TKO                    | リングス MEGA BATTLE TOURNAMENT '92 Semi Final 【ワンマッチ】 | 1992年12月19日 |
| ×    | ヘルマン・レンティング   | 4R 1:50 裸絞め                    | リングス MEGA BATTLE TOURNAMENT '92 2nd Round 【ワンマッチ】  | 1992年11月13日 |
| ×    | ディック・フライ         | 6:05 KO                           | リングス MEGA BATTLE TOURNAMENT '92 1st Round 【1回戦】       | 1992年10月29日 |
| ×    | 西良典                   | 5R終了 判定                       | リングス MEGA BATTLE SPECIAL 礎                               | 1992年8月21日  |
| ○    | 武南幸宏                 | 2R 1:21 TKO                       | リングス MEGA BATTLE 6th 颯                                   | 1992年7月16日  |
| ×    | 長井満也                 | 3分5R終了 判定                    | リングス MEGA BATTLE 5th 獅子吼                               | 1992年6月25日  |
| ×    | トム・フォン・マウリック | 6:38 膝十字固め                   | リングス MEGA BATTLE 3rd 雷                                   | 1992年4月3日   |
| ○    | ルディ・イウォルド       | 6:10 TKO（レフェリーストップ）    | リングス MEGA BATTLE 2nd 息吹                                 | 1992年3月5日   |
| ×    | ロブ・カーマン           | 3R 2:03 TKO（レフェリーストップ） | リングス MEGA BATTLE 1st 回天                                 | 1992年1月25日  |
| △    | ヘルマン・レンティング   | 2分5R終了                         | リングス ASTRAL STEP FINAL 炎上                               | 1991年12月7日  |

## エピソード
- 子供の頃は病弱でいじめられっ子だった。その反動から、空手を習う様になる。
- 外国語科(英語)教員免許状を所持しており、英語に極めて堪能である。また、2012年3月31日放送の『めちゃ×2イケてるッ!スペシャル』で行われた『めちゃバップハイスクール ケンカの強い男子校抜き打ち学力テスト』にテスト受験者として出演し[注釈 2]、結果は5教科[注釈 3]中3教科において90点以上を獲得し、12人[注釈 4]中1位の成績をおさめた。外国人選手の通訳を務めることもある。
- 『北斗の拳』の大ファンで子供にも賢士郎（主人公のケンシロウから）友里亜（ケンシロウの恋人ユリアから）と名付けた。
- 歌唱力が高く歌手としても後述のように多くの作品を発表している[11]。
  - 敬愛する桑田佳祐と同様に国旗日の丸の掲揚および国歌「君が代」の歌唱を肯定しており[注釈 5]、2016年7月29日に京セラドーム大阪で行われたオリックス・バファローズ 対 埼玉西武ライオンズ戦の開会式で「君が代」を独唱[12]。2018年6月12日に同会場で行われたオリックス・バファローズ 対 広島東洋カープ戦の開会式でも再び「君が代」を独唱している[13]。
- 特技はさくらんぼのヘタを口の中で結ぶこと[14] であり、関西テレビ放送制作のバラエティ番組『ヨルスパ!（「フェイクドキュメンタリー 裸の私」）』で披露していた（「さくらんぼの軸早結びでギネス認定」は番組内でのフェイクである）。
- サザンオールスターズの大ファンであり、「桑田佳祐というアーティストの熱狂的な信者」を自認している。2000年の年越しライブ『ゴン太君のつどい』では客席で観覧していた角田を桑田が発見し、ステージに上げている。桑田は「サザンオールスターズ特別名誉会員」という称号を角田に与えている[15][16]。
- 松田聖子のデビュー時からの熱狂的なファンでもある。
- アンディ・フグとは特に親交があり、彼の死後もブログで追悼することがある[17]。
- 甘党であり、甘い食べ物が好き。かわいい動物が好きというかわいい一面がある。
- ゴジラシリーズのファンでもあり、一番好きな作品に挙げている『ゴジラ』（1984年版）は劇場で10回は観たと語っている[18]。幼少期から描いていたゴジラの絵には自身があり、漫画家の原哲夫と描いたこともあった[1]。ゴジラのガレージキットも買い集めており、ジオラマを自作するなどしている[1]。
  - 出演が叶った『ゴジラ・モスラ・キングギドラ 大怪獣総攻撃』（2001年）は、バラエティ番組『笑っていいとも!』のコーナー「テレフォンショッキング」へゲスト出演した際にゴジラへの想いを語ったところ、それを観ていた東宝の製作サイドからオファーがあったという[18][1]。同作品への出演は人生でも最上の経験であったと述べているが、後に『ゴジラ FINAL WARS』（2004年）に同業者のドン・フライが出演したことには悔しさを感じたと語っている[1]。
  - 『武士の花』はプロ野球横浜Denaベイスターズの応援歌として使用されており、球団とコラボするなどしている。

## レフェリングに対する批判
K-1草創期からレフェリーを務めており、K-1競技統括プロデューサーも兼任していたが、疑問視されるレフェリングもある。ネバダ州アスレチックコミッションは角田に対してレフェリー・ライセンスの発行停止処分を下している。
- 1995年3月3日、K-1 GRAND PRIX '95 開幕戦でのアンディ・フグ vs. マイク・ベルナルド戦において、ベルナルドの猛攻でアンディがふらついていたが、レフェリーストップせずに試合を続行。後に角田がメディアに出演した際に、この試合のレフェリングについて「あの試合は僕の私情が入ってしまってるからミスレフェリング。正確にレフェリングするなら2度目のダウンの時点でカウントアウトするべきだった」と語っている。
- 2002年12月7日、K-1 WORLD GP 2002決勝戦におけるアーネスト・ホースト vs. ジェロム・レ・バンナ戦において、ホーストのミドルキックを受けバンナがダウンしたが試合を続行。テレビ解説を務めていた石井和義も中継内と大会後の会見で「即ストップすべきだった」と意見を述べた。この試合でバンナはホーストの蹴りを受けて左腕を粉砕骨折していた。2008年になって角田が自身の公式ウェブサイトにてこの件を振り返り見解を発表。「たしかに最初のダウンの時点でドクターチェックを受けさせるべきだったのかもしれない」と語り、その上で「瞼がザックリと切れて鮮血が噴き出したり、ニコラス・ペタス対グール戦のペタスみたいに、蹴った脚の脛がポッキリと真っ二つに折れてるようなケースなら試合は即ストップだが、それ以外は攻めている方のアドバンテージだから、そこで止めるのはアンフェアだ」と述べた。このようなケースでは、選手本人が口頭でギブアップを要求を出来たり、バンナ陣営がタオルを投入して試合を止められる権利がある。その上でバンナとバンナ陣営がタオルを投げずに試合を続けているため、レフェリーに全責任があるわけではない。バンナ本人はこの件で角田に対して何かを語ったことは無く、その後も「あなたとの再会を心から願っている」というメールを送ったり、角田を『SENSEI』と呼び、関係は良好である[20]。
- 2003年6月14日、K-1 WORLD GP 2003 in PARISでのヨーロッパGP準決勝でのシリル・アビディ vs. ハリッド"ディ・ファウスト"戦は2ノックダウン制で行なわれた試合だったが、2ラウンドにアビディが二度のダウンを奪った後も角田はカウントを続けて試合を再開しようとした。トーナメントルールでは同ラウンド中に二度のダウンの時点で即試合終了となる。
- 2007年3月4日、K-1 WORLD GP 2007 IN YOKOHAMAのK-1ヘビー級タイトルマッチ挑戦者決定戦、藤本祐介 vs. 武蔵戦において、3Rが終了しドロー延長という判定がなされた。その際、インターバル中にリングに上がり、「両選手、これはヘビー級挑戦者決定戦の大事な試合です。それなのに手数は少ない、組み付きが多い! このような展開が続くなら両者失格にします!」と発言をした。
- 2008年10月1日、K-1 WORLD MAX 2008 World Championship Tournament FINALの試合後記者会見で「K-1ルールブックによると、必ず優勢の選手に10ポイントをつけるということが記されているが、魔裟斗 vs. 佐藤嘉洋戦のジャッジで9-8がついている。これはどういう判断か」という質問に対して、角田は「その表記に関しては、指摘があって変更するというのも恐縮ですが、必ず優勢の選手10にするということは、すぐに訂正したいと思います」という“試合後のルール変更の適用”を明言した。この変更について角田は「優勢の選手が常に10というのは、相手にどれだけダメージを与えたのかがわかりづらい」と付け加えた[21]。さらに、この試合から1年後の2009年10月9日に角田が自身のブログにて、この試合で本来は10-9と付けてあったジャッジペーパーを角田が独断で9-8に改竄していたことが明かした。批判が殺到したためその記事は現在では削除されているが、同記事内にて角田は「あれだけきれいなダウンを奪っていながら10対8ではなく10対9がついたら 倒れた魔娑斗が挽回したという客観的判断が出来ない人たち（観客・ファンその他含め）は『何でダウン奪ってるのに10対9なんだよ』と絶対そうなる！これは混乱する！！それこそ魔娑斗を勝たそうとしてるのか！！となってしまう」と考えたと語り、それゆえにジャッジの表現を（1ポイント差なのは変わらないため）10対9から9対8にして分かりやすく修正したと語っている。
- 2009年10月26日、K-1 WORLD MAX 2009 World Championship Tournament FINALでの武田幸三 vs. アルバート・クラウス戦は武田の現役引退試合でもあった。試合では1ラウンド2分25秒のクラウスのローキックで武田がダウンし、テレビ解説の魔裟斗も「完全にダウンだ」と指摘したが、角田はスリップと判定。その後、武田は1ラウンド終了直前と2ラウンド開始早々にダウンを奪われる。そして2ラウンド1分過ぎにクラウスのパンチで武田は再びダウン。武田は立ち上がってファイティングポーズをとったものの、一瞬白目を剥いたように見え、足元がふらついている状態であったが、角田は試合を続行させた。武田の異常を察知したクラウスは、1ラウンド終了時のインターバル中にセコンドに対して「これ以上、武田の顔面を殴ったら武田が死んでしまうから殴れない」と語っている[22]。さらに、武田が倒れるシーンも見られたがダウンを宣告せず武田に立ち上がるように促がした。テレビ解説の魔裟斗と谷川貞治は何度も「今のはダウンだ！」「もう危険だからレフェリーストップすべき！」と解説した。その後、角田が武田のドクターチェックを要求し、ドクターストップで試合は終了した。2009年kamipro Moveのコラムでは「格闘技は命を落としかねない危険なものだから安全面には細心の注意を払わなければならないし、武田はまともに戦えていなかった。なのに、角田レフェリーがダウンをあえて見逃していたとしたら、これは格闘技への、というよりも人の命への冒涜だ。もし単に“ダウンには見えなかった”というのであれば、それも重大なミスだ。どちらにしても、角田のレフェリングを認めるわけにはいかないし、クラウスvs武田戦を美談などにしてはいけない」と評されている[23]。また、かつてK-1のレフェリーを務めていた猪狩元秀はゴング格闘技2010年1月号のインタビューにて、「1Rに武田がローキックで倒れてなかなか立ち上がれない場面は、競技規則第10条第2項の『ダメージが無くても、選手が倒れて速やかに立ち上がれない場合はダウン』とあるのだからダウンを取るべき。（武田が白目を剥いた場面について）ここでストップすべき。7条2項に『一方の選手が著しく劣勢で、危険な場合はレフェリーストップ』とあり、武田は完全にダメージがあったからレフェリーストップしなければならないのは間違いない。レフェリーは選手に目線を合わせて目を見れば分かるから明らかに角田のレフェリングミス。競技規則に則って判断し、絶対に感情移入してはならない」と語っている。一方で、武田のセコンドの深津はこの件について、白目やローキックでのダウンを否定している。また、深津は武田のオフィシャルブログにて、「角田レフリーは、リング上で厳しく判断して下さいました。」と語り、「武田に対する声への反応、体に対する指示の反応速度、朦朧とする意識の中での戦う意志と動き、相手を見る目、セコンドとのコミュニケーション能力などをギリギリの線で続行させてくれた。」「角田レフリーはインターバル中に、『スリップでの立ち上がりが、今以上に遅い場合は次からはどんな状態でもダウンを取ります。』とセコンドに伝えました。」「白目を剝いた様にも見えた一瞬がありましたが（武田は）元々左目の筋肉は上手く動かせません。パンチを貰って麻痺したように視界を失った眼球のコントロールは出来ません。」「セコンド失格だと言われる事も分かった上で、これ以上危険ならタオルを投げる。と判断して、タオル投入を先延ばしにしました。すると角田レフリーがドクターチェックを受けさせ試合が終わりました。」「私達は、セコンドとして、元競技者として武田幸三の試合での角田レフリーの判断は非常に正しく厳しい判断だったと思います。」「もしローキックでダウンしたのであればあの日の武田のようにスッと立ち上がる事は出来ません。角田レフェリーは本当に細かく厳しく見て裁いて下さいました。それは武田幸三が最後だから。などと言うことで、判断基準を甘くしたり、試合の盛り上がりを意識するような事は一切無く【格闘家】として戦い抜けるのか。それをご自身の長く厳しいリングでの経験を踏まえレフリーとしての経験を踏まえ判断して下さったと思います。」「そして、眼の反応の悪さを察し、ドクターに判断を委ねその指示に従った裁定を下さして下さいました。」「角田レフリーには、心より御礼申し上げます。私たちのセコンドより近くで表情や呼吸を感じながら武田を最後まで格闘家として安全な範疇でに戦わせて下さいまして本当に有難う御座いました。」と語っている[24]。セコンドや武田本人は角田のレフェリングを支持しているが、この試合は選手・セコンド・レフェリー側と試合を見る側の安全性の認識の違いが出ていたため、批判が起こった。
- 同大会の長島☆自演乙☆雄一郎 vs. シュー・イェン戦では最初のダウン直後のイェンの猛攻をくらって長島がダウンする場面が2度あり、実況アナウンサーとテレビ解説の魔裟斗も「ダウンだ」とコメントしたが、レフェリーの角田はダウンをとらなかった。

武田vsクラウス戦へのファンの批判や意見により、2009年11月13日、角田自らがK-1を運営するFEGに対して業務自粛を申し出て、11月11日付けでK-1の競技統括として『3か月の業務停止』となった。同日に角田はブログにて「自分のレフェリングは確固たる信念と経験に基づいたものであるという自負を持っています。僕はあれをミスレフェリングだなどとはこれっぽっちも思っていません。」「年内のGP決勝や大晦日という重要なイベントを残した上で、あえてこのような申し入れをK-1に対して行ったのであって、一方的に【処分】が下された訳ではありませんのでご心配なく。」と表明した。この件に関して、武田幸三は自身のブログで、「角田さんがご自身で受け入れられた処分について、非常に残念に思います。そして大変申し訳無く思います。先日、セコンドの深津が皆様にお伝えした様に、私は角田さんのレフリングに命を預け、角田さんは全てを守って下さいました。格闘家に命を懸けて生きて来た者として。キックボクサーとして。プロの格闘家として。最後の試合を、角田さんの様な、偉大なレフリーに裁いて頂けた事を本当に誇りに思います。」「角田さん、多大なる御迷惑をお掛けしてしまい大変申し訳ありません。角田さんのレフリングがあったからこそ、格闘家としての自分に、晴れやかな気持ちで幕を降ろせました。本当に有難う御座いました。」「そして皆様。私、武田幸三の最後のリングで、格闘家として、命のギリギリで戦って来た者にしかわからない空間の中で、私の体と誇りを守りながらも、出来る限り戦わせて下さり最高の物にして下さったのは、皆様ご存知の通り角田さんです。プロ格闘家として、レフリーとして、リングで戦う私の安全を守って下さった角田さんをご理解頂ければと思って居ります。」と語っている。この問題は選手の気持ちを取るか安全性を取るか、今なお意見が分かれている。

## 記録
- 正道会館空手 最高師範（六段）
- '88&'91佐藤塾POINT&KO全日本空手道選手権 準優勝
- 第7回極真ウェイト制全日本選手権第4位（重量級）
- ギネス認定バット折り元世界記録保持者（ギネス協会認定による硬式野球用木製バット、2009年2月12日認定）
- 日本グアム親善 ボディビル選手権 男子ミドル級金メダル・マスタークラス銅メダル

## 出演番組

### バラエティ
- 天才てれびくんワイド（2001年、NHK教育） - 司会
- 角田信朗チャンネル 〜魂のもと〜（GAORA）
- クイズ☆タレント名鑑 USC 〜史上最大ガチ相撲トーナメント（TBSテレビ） - 行司
- AKBと××!（読売テレビ） ※HKT48と大阪・心斎橋 アメリカ村・三角公園前ビルから三角公園に向けて、HKT48『メロンジュース』でダンス共演
- とんねるずの生でダラダラいかせて!!（日本テレビ） - 準レギュラー
- 角田信朗のおっさんぽ（JCOM）
- 遠野愛のBuzzドライブ（FBS福岡放送）

### テレビドラマ
- 大河ドラマ（NHK総合）
  - 北条時宗 第34回・第35回（2001年8月26日・9月2日） - 平景隆
  - 天地人 第1回 - 第10回（2009年1月4日 - 3月8日） - 柿崎晴家
  - 龍馬伝 第25回（2010年6月20日） - 来島又兵衛
- まんてん（2002年 - 2003年、NHK総合） - 黒田正巳
- 特命係長 只野仁（3rdシーズン） 第27話（2007年、テレビ朝日） - 千崎暴力団組長
- 木曜時代劇「かぶき者 慶次」（2015年、NHK総合） - 北川次右衛門
- 孤独のグルメ Season5 第3話（2015年10月17日、テレビ東京） - 先輩 役
- お母さん、娘をやめていいですか？ 第7話（2017年、NHK総合） - 早瀬浩司の先輩
- 95 第6話・第7話（2024年5月13日・20日、テレビ東京） - 中国拳法の師匠 役[27]

### 映画
- 難波金融伝 ミナミの帝王 劇場版スペシャル ローンシャーク（1995年） - やくざ
- 大阪ビッグ・リバー・ブルース 平成名探偵 阪田京介2（1997年） - 北海道（きたうみみち）
- ウルトラマンゼアス2 超人大戦・光と影（1997年） - 正道会館師範
- ゴジラシリーズ
  - ゴジラ・モスラ・キングギドラ 大怪獣総攻撃（2001年） - 部隊隊長[2]
  - ゴジラ FINAL WARS（2004年） - テレビ討論会のパネラー[2]
- ウルヴァリン:SAMURAI（2013年）- 僧侶
- 迷宮カフェ（2015年）- 松浦
- セカイイチオイシイ水〜マロンパティの涙（2019年）- 角野(アジア協会会員) 役

### Vシネマ
- 新 第三の極道 5 裏盃の逆襲（1997年）
- 日本抗争烈島 三極志（2019年） - 角松組若頭補佐 稲葉光良

### テレビアニメ
- ポケットモンスター（2001年） - シジマ〈初代〉
- ケロロ軍曹（2004年） - モアの父
- 蒼天の拳（2007年） - 大川奉作

### 劇場アニメ
- キン肉マンII世 second generations（2001年） - ナレーション
- 真救世主伝説 北斗の拳 ラオウ伝 激闘の章（2007年） - 赤鯱

### 吹き替え
- スパイキッズ3-D:ゲームオーバー（2003年） - トイメイカー：シルヴェスター・スタローン

### ラジオ
- 角田信朗 〜傾いて候〜 よっしゃあ!（2011年1月31日 - 2012年2月20日、TBSラジオ）

### スポーツ番組
- SPORTS JAPAN（2013年、NHKワールドTV）

### CM
- エスエス製薬『エスカップ』 ※CMソング歌唱
- 静岡第一テレビ『地上デジタル放送開始告知』
- ジーベック (被服業)『ジーベック』
- 電激倉庫
- テレビ岩手『地上デジタル放送開始告知』
- 東海漬物『きゅうりのキューちゃん』
- バイオテック『企業イメージ』
- カーコンビニ倶楽部

## CD

### シングル
1. おは!かぞえうた（2001年6月21日）
  - 「角田師範with番長」名義
  - 『おはスタ』挿入歌
  - 『いなかっぺ大将』主題歌『大ちゃん数え唄』の替え歌。編曲・プロデュース小西康陽。
2. Muscle Beat（2001年7月14日）
  - 映画『キン肉マンII世』テーマソング。作詞も自ら担当。
3. ケロッ!とマーチ（2004年5月21日）
  - 「角田信朗&いはたじゅり」名義
  - テレビ東京系テレビアニメ『ケロロ軍曹』初代オープニングテーマ。
4. KERO'T MARCH 〜ソラミミングリッシュであります！〜（2007年3月17日）
  - 映画『劇場版ケロロ軍曹2 深海のプリンセスであります!』オープニングテーマ。「帰ってきたケロッ!とマーチ」カップリング曲。
5. 傾奇者恋歌/漢花（2007年8月22日）
  - 『CR花の慶次 -雲のかなたに-』主題歌。
6. よっしゃあ漢唄（2009年3月4日）
  - 『CR花の慶次〜斬』主題歌。
  - 『ミュ〜コミ+プラス』木曜日「声優プラス」内コーナー『もう! 私に何を言わせるの!?/おいおい!俺に何を言わせるんだ!』テーマ曲。
7. 修羅の果てまでも/義風堂々!!（2010年3月24日）
  - 『CR花の慶次〜愛』主題歌。
8. 戦ノ道（2011年9月21日）
  - 『CR花の慶次〜焔』実機挿入歌。
9. 武士ノ花/花の慶次 漢達のメドレー（2012年12月26日）
  - 『CR花の慶次〜漢』実機挿入歌。
10. ごっつあんです!/KIZUNA-UTA（2013年8月30日）
11. 恋も喧嘩も華と咲け（2013年12月25日）
  - 『CR花の慶次SP〜琉』実機挿入歌。
12. かせげ!ジャリンコヒーロー（2014年6月25日）
  - 『ヒーローバンク』主題歌。
13. 空へ/春夏秋冬 流れ唄（2015年1月28日）
  - 『CR真・花の慶次』実機挿入歌。
14. 傾奇狂い歌（2017年1月11日）
  - 『CR花の慶次X(いくさ)〜雲のかなたに〜』実機挿入歌。
15. 我無想（2017年12月20日）
  - 『CR真・花の慶次2』実機挿入歌。
16. 最期の一花（2020年2月26日）
  - 『P花の慶次〜蓮』実機挿入歌。
17. 希望の詩〜立ち上がれニッポン〜（2021年4月14日）
  - 「花園直道&角田信朗」名義
18. 一歩（2023年6月28日）

### 非売品シングル
- POWER DREAM 〜エスカップのテーマ〜/エスカップのうた（2001年）
  - 街頭配布品
- SOUL WIND〜魂の風にのせて〜/WING HAPPINESS（2022年）

### 参加作品
- 『ブルースリー生誕60周年記念映画「フィスト・オブ・フューリー 〜復活！ドラゴン怒りの鉄拳〜」オリジナル・サウンド・トラック』（2002年4月3日）
  - 「“ドラゴン怒りの鉄拳”」を収録。
- 『天てれ歌まくら』（2002年5月18日）
  - 「Jump In The Line」を収録。
- 『With. Me -Duet Cover-』（2013年8月7日）
  - 「愛が生まれた日 with 角田信朗」を収録。
- ｢SARB/かせげ!じゃりんこヒーロー with がっぽり仮面女子｣ (2014年12月17日)
  - 2曲目に｢かせげ!じゃりんこヒーロー with がっぽり仮面女子｣収録。

## 著書/関連商品
- 『悔しかったらやってみぃ!!』=自叙伝（幻冬舎）
- 『角田信朗のフルコンタクト英会話』（講談社）
- 『角田信朗のボディトレーニング』（日本文芸社）